# Bawang (kecamatan)
Pour les articles homonymes, voir Bawang (homonymie).
Bawang est un kecamatan (canton) du Kabupaten de Banjarnegara, dans la province de Java central en Indonésie.

## Communes
Ces communes peuvent être des desas ou kelurahans
- Bandingan, Bawang, Banjarnegara (id)
- Bawang, Bawang, Banjarnegara (id)
- Binorong, Bawang, Banjarnegara (id)
- Blambangan, Bawang, Banjarnegara (id)
- Depok, Bawang, Banjarnegara (id)
- Gemuruh, Bawang, Banjarnegara (id)
- Joho, Bawang, Banjarnegara (id)
- Kebondalem, Bawang, Banjarnegara (id)
- Kutayasa, Bawang, Banjarnegara (id)
- Majalengka, Bawang, Banjarnegara (id)
- Mantrianom, Bawang, Banjarnegara (id)
- Masaran, Bawang, Banjarnegara (id)
- Pucang, Bawang, Banjarnegara (id)
- Serang, Bawang, Banjarnegara (id)
- Wanadri, Bawang, Banjarnegara (id)
- Watuurip, Bawang, Banjarnegara (id)
- Winong, Bawang, Banjarnegara (id)
- Wiramastra, Bawang, Banjarnegara (id)

## Autres lieux
On y trouve le lac de barrage de Waduk Mrica (ceb).